# 承務郎
承務郎是中國、朝鮮古代官制。

## 歷史

### 中國
隋朝隋炀帝大业三年（607年）設置，為尚書省六部諸曹郎的副官。
唐代再改为员外郎，又置承务郎为文散官。北宋哲宗元祐四年（1089年）十一月分左、右承務郎。紹聖二年（1095年）四月再無左、右承務郎。紹興元年十二月又分左、右承務郎。紹興三十二年正月，辛弃疾擔任右承務郎。

### 朝鮮
高麗王朝置承務郎，為從八品下。朝鮮王朝為從七品雜文班參下官。

## 其他用法
承務亦是富豪的稱呼，相當於员外的稱呼。《古今小说·单符郎全州佳偶》載：“乃遣人密访之，果邢知县之弟，号为四承务者。”